# Esenbeckia grandiflora
Esenbeckia grandiflora là một loài thực vật có hoa trong họ Cửu lý hương. Loài này được Mart. mô tả khoa học đầu tiên năm 1831.